# Bagamér
Bagamér (rumunsky Bogomir) je velká obec v Maďarsku v župě Hajdú-Bihar, spadající pod okres Nyíradony. Nachází se těsně u hranic s Rumunskem, asi 9 km jihovýchodně od Vámospércse. V roce 2015 zde žilo 2 540 obyvatel. Podle údajů z roku 2001 zde bylo 91 % obyvatel maďarské a 9 % romské národnosti.
Sousedními vesnicemi jsou Álmosd a rumunské Voivozi, sousedním městem Vámospércs. Nachází se zde hraniční přechod Bagamér-Voivozi.